# 에르미트 수반
작용소 이론에서 에르미트 수반(Hermite隨伴, 영어: Hermitian adjoint)은 행렬의 켤레전치의 개념을 임의의 힐베르트 공간에 대하여 일반화시킨 개념이다.

## 정의
{\displaystyle \mathbb {K} \in \{\mathbb {R} ,\mathbb {C} \}}가 실수체 또는 복소수체라고 하자.
임의의 두 {\displaystyle \mathbb {K} }-바나흐 공간 {\displaystyle V}, {\displaystyle W} 사이의 {\displaystyle \mathbb {K} }-선형 변환 {\displaystyle A\colon V\to W}가 주어졌다고 하자. 그렇다면, {\displaystyle A}의 에르미트 수반은 다음과 같은 {\displaystyle \mathbb {K} }-선형 변환이다.
{\displaystyle A^{*}\colon W'\to V'}
{\displaystyle A^{*}\phi \colon v\mapsto \phi (Av)\qquad (\forall \phi \in W',\;v\in V)}
여기서 {\displaystyle V'}와 {\displaystyle W'}은 연속 쌍대 공간을 뜻한다.
만약 {\displaystyle V} 또는 {\displaystyle W}가 {\displaystyle \mathbb {K} }-힐베르트 공간이라면, 자연스러운 동형 사상 {\displaystyle V'\cong {\bar {V}}}, {\displaystyle W'\cong {\bar {V}}}가 존재하므로, 이 경우 에르미트 수반은 {\displaystyle {\bar {W}}\to {\bar {V}}}가 된다.

### 부분 정의 작용소의 경우
{\displaystyle \mathbb {K} }-바나흐 공간 {\displaystyle V}, {\displaystyle W}가 주어졌으며, {\displaystyle V} 속의 조밀 부분 {\displaystyle \mathbb {K} }-벡터 공간 {\displaystyle D\subseteq V} 위에 {\displaystyle \mathbb {K} }-선형 변환
{\displaystyle A\colon D\to W}
가 주어졌다고 하자. 이 경우, 위의 정의를 사용하여 선형 변환
{\displaystyle A^{*}\colon W'\to D'}
을 얻을 수 있다. 그러나 {\displaystyle D'\supseteq V'}이므로, 만약 공역이 {\displaystyle V'}이 되게 하려면 정의역을 적절한 부분 공간 {\displaystyle E\subseteq W'}으로 제한하여야 한다.
이 경우, {\displaystyle E\subseteq W'}를 다음과 {\displaystyle \phi \circ A}가 유한 유계 작용소가 되게 하는 {\displaystyle \phi \in W'}들의 공간으로 정의하자.
{\displaystyle \phi \in E\iff \|\phi \circ A\|=\sup _{v\in D\setminus \{0\}}{\frac {|\phi (Av)|}{\|v\|_{V}}}<\infty }
그렇다면, 정의에 따라, 임의의 {\displaystyle \phi \in E}에 대하여,
{\displaystyle \phi \circ A\colon D\to \mathbb {K} }
는 {\displaystyle D} 위의 유계 작용소이다. 즉, {\displaystyle \phi \circ A\in D'}이며, 이는 {\displaystyle \mathbb {K} }-선형 변환
{\displaystyle (\circ A)\colon E\to D'}
을 정의한다. 사실, 한-바나흐 정리에 따라, 임의의 {\displaystyle \phi \in E}에 대하여 {\displaystyle \phi \circ A}는 사실 {\displaystyle V'\subseteq D'}에 속하는 것을 보일 수 있다. 즉, {\displaystyle \mathbb {K} }-선형 변환
{\displaystyle A^{*}\colon E\to V'}
이 존재한다. 이를 {\displaystyle A}의 에르미트 수반이라고 한다.

### 힐베르트 공간 위의 부분 정의 작용소의 경우
{\displaystyle \mathbb {K} }-힐베르트 공간 {\displaystyle ({\mathcal {H}},\langle \cdot |\cdot \rangle )}의 조밀 부분공간 {\displaystyle \operatorname {dom} A\subset {\mathcal {H}}}에 정의된 선형변환 {\displaystyle A\colon \operatorname {dom} A\to {\mathcal {H}}}의 수반(영어: adjoint)  {\displaystyle A^{*}}은 다음 두 성질을 만족시키는 유일한 작용소이다. (이는 리스 표현 정리에 따라 유일하다. 만약 {\displaystyle \operatorname {dom} A}가 조밀하지 않다면 이는 유일하지 못할 수 있다.):59
- {\displaystyle \operatorname {dom} A^{*}=\{u\in {\mathcal {H}}|\forall v\in \operatorname {dom} A\exists {\tilde {u}}\in {\mathcal {H}}\colon \langle u|Av\rangle =\langle {\tilde {u}}|v\rangle \}}
- {\displaystyle \forall v\in \operatorname {dom} A\colon \langle A^{*}u|v\rangle =\langle u|Av\rangle }

## 성질
일반적으로, {\displaystyle \operatorname {dom} A}가 조밀하더라도 {\displaystyle \operatorname {dom} A^{*}}는 조밀하지 못할 수 있다.:59
{\displaystyle A} 및 {\displaystyle A'}이 {\displaystyle \mathbb {K} }-힐베르트 공간 {\displaystyle {\mathcal {H}}} 전체에 정의된 유계 작용소라고 하고, {\displaystyle \lambda ,\lambda '\in \mathbb {K} }라고 하자. 그렇다면 다음이 성립한다.
- {\displaystyle \operatorname {dom} A=\operatorname {dom} A^{*}={\mathcal {H}}}
- {\displaystyle A^{**}=A}
- {\displaystyle (\lambda A+\lambda A')^{*}={\bar {\lambda }}A^{*}+{\bar {\lambda }}'A'^{*}}
- {\displaystyle (AA')^{*}=A'^{*}A^{*}}
- {\displaystyle \|A\|=\|A^{*}\|} ({\displaystyle \|\cdot \|}는 작용소 노름)
- {\displaystyle \|A^{*}A\|=\|A\|^{2}}

유한 차원 힐베르트 공간의 경우, 에르미트 수반은 ({\displaystyle \mathbb {K} =\mathbb {R} }인 경우) 대칭 행렬이거나 ({\displaystyle \mathbb {K} =\mathbb {C} }인 경우) 에르미트 행렬이다.

## 같이 보기
- 자기 수반 작용소